# Gaetano Vigo
Gaetano Vigo (Acireale, 23 gennaio 1897 – 7 settembre 1962) è stato un politico italiano.
Eletto all'Assemblea Costituente nelle file della Democrazia Cristiana, venne confermato nella I e II legislatura. Fu sottosegretario di Stato alle poste e telecomunicazioni nei governi Pella, Fanfani I, Segni I e Scelba.